# Les Demoiselles de compagnie
 Pour plus de détails, voir Fiche technique et Distribution
Les Demoiselles de compagnie est un film pornographique franco-italien réalisé par Gilbert Roussel en 1981.

## Synopsis
Karine abandonne études et famille pour rejoindre son cousin Armand qui dirige un groupuscule révolutionnaire à Rome. Sauvée d'un vol à la tire par le Dr Aldo Moreno, elle est invitée à une soirée chez Elena Ripolini, une riche veuve, qui aide financièrement la cause. Elle surprend Aldo Moreno espionner les invités dans leurs chambres sur des écrans vidéo...

## Fiche technique
- Titre original : Les Demoiselles de compagnie
- Autres titres francophones : Miss Karina
- Titre italien : La Provinciale a lezione di sesso
- Réalisation : Gilbert Roussel (sous le nom de James-H. Lewis)
- Scénario : Léon de Pas (sous le nom de André Alban)
- Musique : Bruno Bontempelli (sous le nom de Georges Dunkey)
- Directeur de la photographie : Henri Froger
- Montage : Gilbert Roussel
- Script : Sophie Colombier
- Régie : Olivier Lefait
- Production : Jean Lefait, Lorenzo Onorati
- Société(s) de production : Les Films du Chevain, Onorati Films
- Pays d’origine :  France,  Italie
- Langue originale : français
- Format : couleur — son Mono
- Genre : film pornographique
- Durée : 70 minutes
- Dates de sortie : France : 14 octobre 1981
- Visa : 53879
- Mention : Interdiction aux mineurs - 16 ans[2] pour la version soft

## Distribution
- Dom Pat : Karine Rossi
- Gil Lagardère : Armand
- Cyril Val : Patrice
- Guia Lauri Filzi : Elena Ripolini
- Michel Duchezeau : Dr Aldo Moreno
- Cathy Dupré : Sandra
- Brunello Chiodetti : Fregoli
- Piotr Stanislas
- Nadine Roussial
- Claude Pommier
- Herbert Hofer
- Sabrina Mastrolorenzi